# Taça dos Campeões do Minho de 2014
A Taça dos Campeões do Minho de 2014 foi a 2ª edição da Taça dos Campeões do Minho. 
O Santa Eulália conquistou o troféu ao vencer o Cerveira por 5-6 na disputa por grandes penalidades, após empate 1-1 no final do tempo regulamentar (o prolongamento não está previsto pelos regulamentos).
O Santa Eulália tornou-se na primeira equipa da Associação de Futebol de Braga a conquistar o troféu. Esta partida foi igualmente o último jogo de João Fernando como treinador da equipa de Vizela, conforme anunciado ainda antes do jogo.

## Partida
| 1 de Junho de 2014 | Cerveira   | 1-1 | Santa Eulália             | Estádio Dr. José de Matos, Viana do Castelo |
| 17:00 UTC          | Miguel 33' |     | Filipe Magalhães 87' (gp) | Árbitro: Rui Fernandes                      |

|                                                                                      |       | Penalidades                                                                                    |  |
| Carlos Miguel Pereira Luis Góis Óscar Sá Henrique Miguel Marco Diogo Carvalho Filipe | 5 – 6 | Zezé André Cunha Benício Paulinho Filipe Magalhães Carlitos Armando Tiago Monteiro Carlitos II |  |

| Cerveira | Santa Eulália |

| Titulares:            |       |         |
| Luis                  |       |         |
| Diogo Carvalho        |       |         |
| Carlos                | 85'   |         |
| Óscar Sá              |       |         |
| Henrique              | 70'   |         |
| Miguel Pereira        |       |         |
| Luís António          |       | 51'     |
| Luis Góis             |       |         |
| Jovino                |       |         |
| Rui Manteigas         | 21'   | 63'     |
| Miguel                |       |         |
| Suplentes utilizados: |       |         |
| Barbosa               |       | 51' 89' |
| Filipe                | 90+3' | 63'     |
| Marco                 |       | 89'     |
| Treinador:            |       |         |
| Luís Martins          |       |         |

| Titulares:            |       |     |
| Espinha               |       |     |
| Tiago Monteiro        |       |     |
| Filipe Alves          |       | 76' |
| Élio                  |       |     |
| Armando               | 45'   |     |
| Leal                  |       | 73' |
| Nélson                |       | 80' |
| André Cunha           |       |     |
| Benício               | 86'   |     |
| Carlitos              |       |     |
| Zezé                  |       |     |
| Suplentes utilizados: |       |     |
| Paulinho              |       | 73' |
| Carlitos II           |       | 76' |
| Filipe Magalhães      | 90+4' | 80' |
| Treinador:            |       |     |
| João Fernando         |       |     |